# Sonia Alfano
Pour les articles homonymes, voir Alfano (homonymie).
 Sonia Alfano , née le 15 octobre 1971 à Messine est une femme politique italienne, députée européenne depuis 2005, et ancien membre du parti politique l'Italie des valeurs. Elle est par ailleurs fonctionnaire.

## Engagement dans la société civile
Fonctionnaire à la région de Sicile, Sonia Alfano est présidente de l'Association nationale des proches des victimes de la mafia depuis 2008 et membre d'un syndicat italien. Elle a publié plusieurs ouvrages.
Elle se présente aux élections européennes de 2009. Présente dans toutes les circonscriptions sur la liste de l'Italie des valeurs, elle est élue et devient députée au titre de la circonscription « Nord Occidentale ». Elle quitte l'IdV pour le Parti démocrate en 2014.

## Parcours en tant que député européen
Sonia Alfano entre au Parlement européen en 2009. Elle rejoint le groupe Alliance des démocrates et des libéraux pour l'Europe (ADLE). Elle est à l'initiative de la création de la Commission spéciale sur la criminalité organisée, la corruption et le blanchiment de capitaux, afin de faire le point sur la lutte contre la mafia et la criminalité organisée au sein de l'Union européenne. Ceci inclut la lutte contre les mafias. Elle prend la présidence de cette commission lorsqu'elle est créée, en 2012. À ce titre, elle est membre de la Conférence des présidents des commissions.
Elle est également membre de la commission des libertés civiles, de la justice et des affaires intérieures, et de celle des pétitions, ainsi que de la Délégation pour les relations avec les pays du Maghreb et l'Union du Maghreb arabe et de la Délégation à l'Assemblée parlementaire de l'Union pour la Méditerranée. Enfin, elle est suppléante au sein de la Commission du contrôle budgétaire et de deux délégations.

## Publications
Sonia Alfano a rédigé plusieurs ouvrages en italien, dont surtout en lien avec son engagement contre la mafia:
- Filippo Basile, un dirigente regionale prematuramente scomparso (2004)
- Ammazzate Beppe Alfano (2005)
- Solidarietà ad Personam, le vittime scelte (2005)
- La zone d'ombra. La lezione di mio padre ucciso dalla mafia e abbandonato dallo Stato (2011)[2].